# Luigi Maria D'Albertis
Pour les articles homonymes, voir D'Albertis.

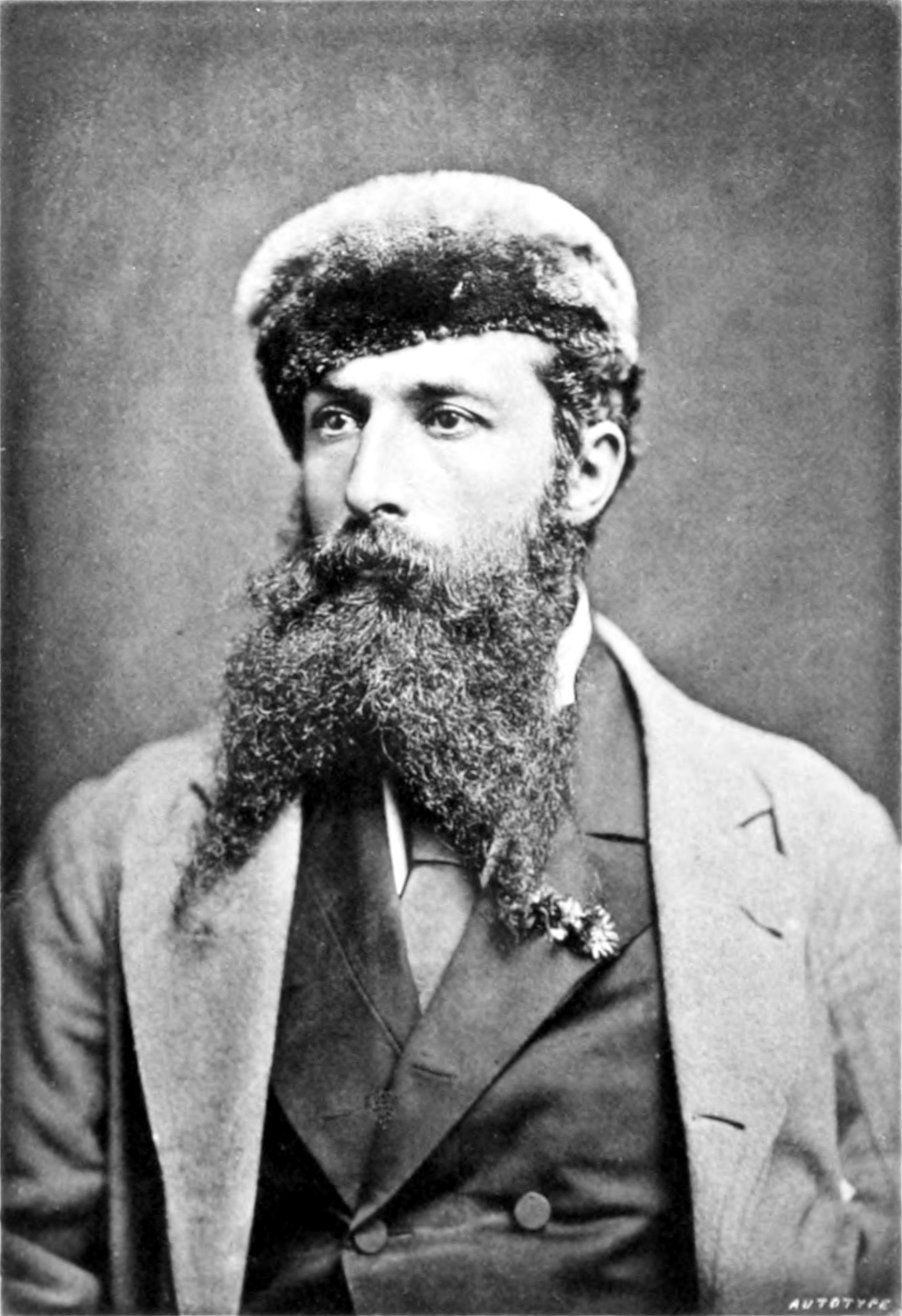
Luigi Maria D'Albertis à son retour de Nouvelle-Guinée

Luigi Maria D'Albertis est un naturaliste et explorateur italien, né le 21 novembre 1841 à Voltri (aujourd'hui inclus dans la ville de Gênes) et mort le 2 septembre 1901 à Sassari.

## Biographie
Luigi Maria D'Albertis naît dans la famille d'un industriel du textile, mais il devient orphelin de père dans sa prime enfance et il est élevé par un oncle maternel, sa mère s'étant remariée à Naples. Il est le cousin d'un futur explorateur et navigateur célèbre, Enrico Alberto D'Albertis (1846-1932). Il poursuit ses études au collège des Missions de Savone. Il se passionne pour l'enseignement du père Armand David, lazariste fameux pour avoir fait connaître plus tard nombre d'espèces botaniques et animales de Chine et qui enseigne pour l'instant les sciences naturelles au collège.
À l'âge de dix-neuf ans, il se joint à l'expédition des Mille de Garibaldi vers Palerme, puis il voyage de long en large en Europe. Il fait la connaissance d'un groupe de naturalistes génois enthousiastes réunis autour du jeune marquis Doria. Il apprend les rudiments de la taxidermie et approfondit ses connaissances en histoire naturelle.

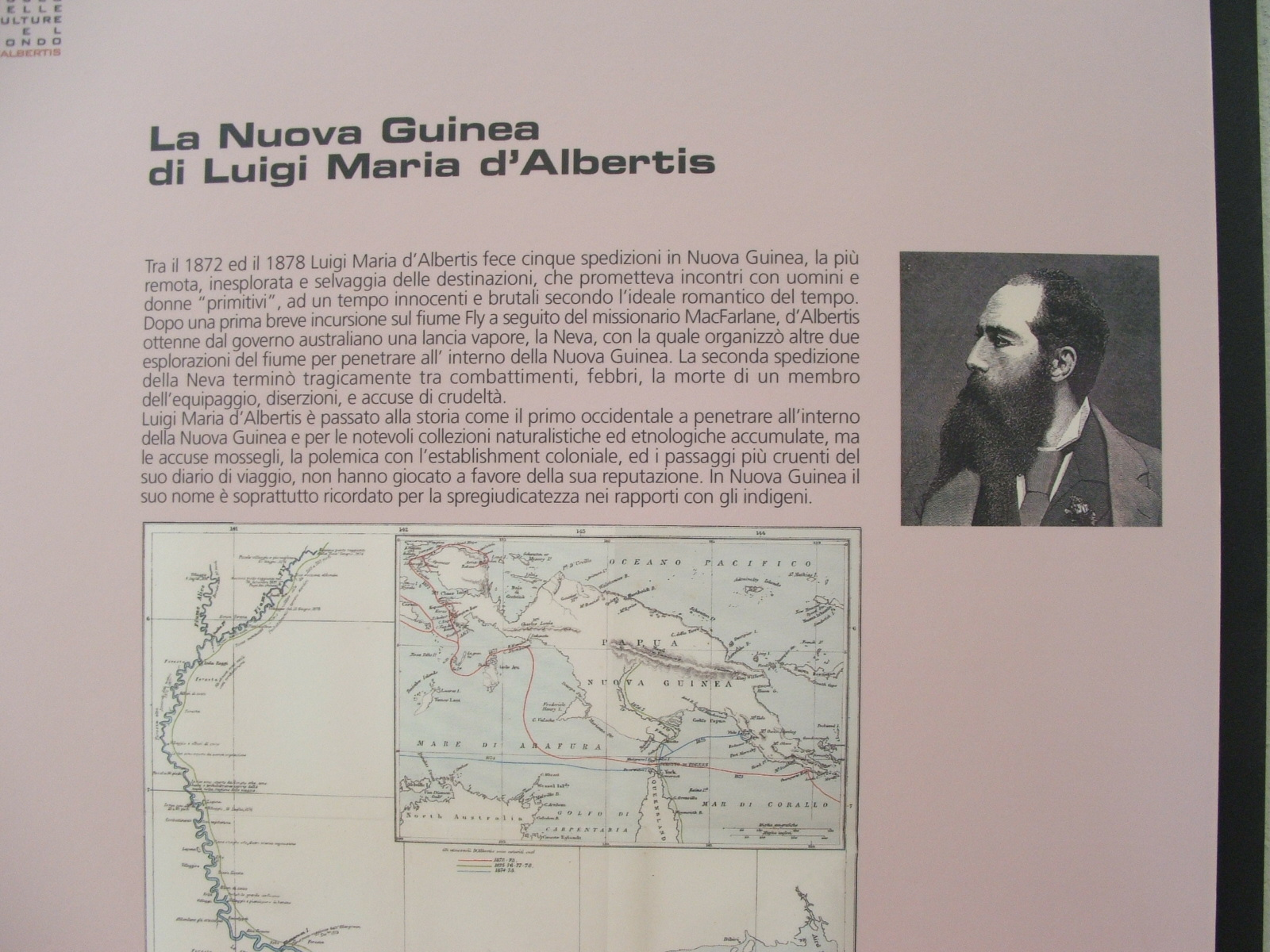
Itinéraire en Nouvelle-Guinée

Doté d’une immense fortune, il décide de partir avec le jeune botaniste et entomologiste Odoardo Beccari (1843-1920) pour la Nouvelle-Guinée et les Indes néerlandaises. Beccari avait déjà visité la région auparavant. La Nouvelle-Guinée est alors largement inexplorée, à cause de son manque d'intérêt économique et de ses populations guerrières et hostiles, les Papous. Ils s'embarquent de Gênes en novembre 1871. Ils explorent notamment la péninsule de Doberai. Luigi Maria D'Albertis se spécialise en zoologie et particulièrement dans l'étude des oiseaux. Des cinq cent-cinq espèces d'oiseaux qu'il examine, plus d'une cinquantaine sont totalement inconnues, sans compter nombre d'insectes et de reptiles, ainsi que de plantes. Il rapporte également de nombreuses pièces ethnographiques. 

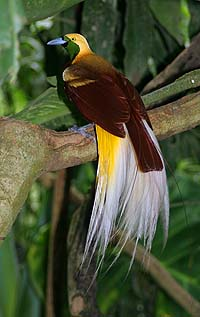
Paradisier petit-émeraude dont Luigi Maria D'Albertis envoie des spécimens taxidermisés au British Museum.

Beccari continue vers les Célèbes tandis que D'Albertis gagne Sydney à la fin de l'année 1872 pour raisons de santé. Il y fait la connaissance de George Bennett qui le met en contact avec des savants du British Museum à qui il envoie des oiseaux naturalisés. Il fait de Sydney son port d'attache pour se soigner, puis il repart à la fin de l'année 1874 au nord vers le cap York avant d'atteindre de nouveau la Papouasie où il visite l'île de Yule, puis retourne en Australie. De 1875 à 1877, il dresse la carte du fleuve Fly en Nouvelle-Guinée. En 1876, Luigi Maria D'Albertis part avec un jeune homme australien, Lawrence Hargrave, explorer le fleuve Fly en Papouasie ; le voyage de Sydney au fleuve dure de février à mai, puis l'expédition remonte les 900 kilomètres inexplorés du fleuve à bord d'un vapeur prêté par le gouverneur des Galles du Sud. La remontée dure quarante-cinq jours, cependant les caractères des deux hommes ne s'accordent pas au cours du voyage, ce qui donne lieu à de pénibles tensions et le voyage n'atteint pas les massif du centre. Il repart pour une troisième expédition en mai 1877 au fleuve Fly dont il est le premier à relever le cours pendant cette année 1877. Son bateau comporte un équipage d'une dizaine d'indigènes et d'anciens galériens chinois. Pour se faire respecter de ses hommes, il fait croire qu'il est sorcier en jetant une nuit de l'alcool sur l'eau qu'il fait brûler, et ainsi parvient à garantir sa sécurité, mais les conditions sont catastrophiques : une partie de l'équipage déserte, un Chinois est assassiné ; lui-même est épuisé par les maladies tropicales. Il met un terme à l'expédition en janvier 1878. Tout au long de ces voyages, il recueille une immense collection zoologique et botanique. Il regagne ensuite l'Italie par l'Angleterre qu'il atteint en juillet. L'explorateur Alfred Russel Wallace émet des louanges sur ses découvertes, mais Luigi Maria d'Albertis, qui avait un caractère fort difficile et théâtral, laisse un souvenir mitigé aux Australiens qui ne l'aimaient pas.
Il fait publier en anglais en 1880 son journal de voyage, puis le fait paraître en italien, Alla Nuova Guinea, quello che ho veduto e quello che ho fatto, et en français. 
À son retour en Italie, il rapporte de ses voyages d’importantes collections d’histoire naturelle qu’il lègue au muséum de Gênes, et s'installe dans la solitude en Sardaigne, devenant misanthrope et entouré de ses chiens et même d'un renard. Il meurt à l'âge de soixante ans, faisant de son cousin l'explorateur l'héritier de ses collections personnelles. Il est enterré au cimetière monumental de Staglieno dans le crématorium qui porte son nom.

## Hommages

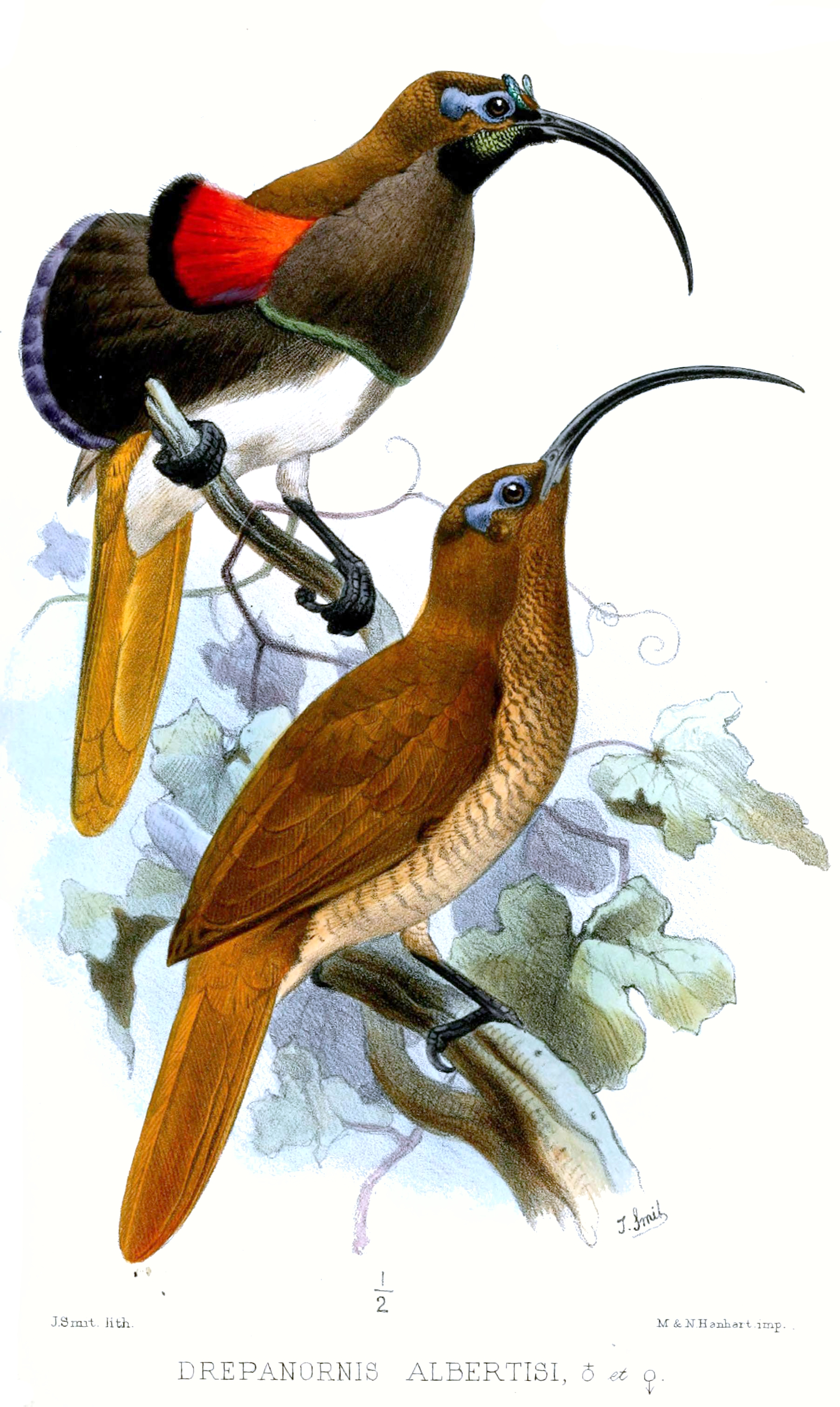
Paradisier d'Albertis découvert par lui en 1872

Le genre de plantes Albertisia Becc. (1877) lui est dédié.
Plusieurs espèces lui sont dédiées dont:
- Emydura albertisii
- Epimachus albertisi
- Gymnophaps albertisii
- Gonyocephalus albertisii
- Heteropus albertisii
- Leiopython albertisii

## Liste partielle des publications
- Raffaello Gestro & Luigi d'Albertis Una nuove specie di Eupholus, Annali del Museo Civico di Storia Naturale di Genova, 8: 387-389 (15 août 1876)
- New Guinea: What I Did and What I Saw. volumes I et II. Londres : S. Low Marston Searle & Rivington, 1880.

## Source
- (en) Cesare Conci et Roberto Poggi (1996), Iconography of Italian Entomologists, with essential biographical data. Memorie della Società entomologica Italiana, 75 : 159-382.